# Benedykt (Bobkowski)
Benedykt, imię świeckie Wasilij Bobkowski (ur. 16 lutego?/28 lutego 1876 w Zawołoczu, zm. 3 września 1951 w Monachium) – rosyjski duchowny prawosławny, jeden z twórców Białoruskiego Kościoła Prawosławnego w czasie II wojny światowej, następnie hierarcha Rosyjskiego Kościoła Prawosławnego poza granicami Rosji.

## Życiorys
Ukończył seminarium duchowne w Pskowie (w 1903), następnie przez dwa lata był studentem Uniwersytetu w Dorpacie. W 1905, jako mężczyzna żonaty, przyjął święcenia kapłańskie. Służył początkowo w parafii w Starosielu (eparchia mińska), zaś od 1914 w soborze w Nowogródku. W latach 1914–1918 był kapelanem w armii rosyjskiej. W 1918 otrzymał godność protoprezbitera, proboszcza parafii przy soborze w Nowogródku i dziekana cerkwi w ujeździe.
Po zmianie granic państwowych i odzyskaniu niepodległości przez Polskę wszedł w skład duchowieństwa prawosławnego działającego na jej terytorium, od 1925 w ramach Polskiego Autokefalicznego Kościoła Prawosławnego. Pracę duszpasterską łączył z obowiązkami katechety w białoruskim gimnazjum i szkole podstawowej w Nowogródku, zaś w latach 1920–1931 był wizytatorem szkół powszechnych i średnich w dekanacie nowogródzkim. Po śmierci żony 27 marca 1937 złożył wieczyste śluby mnisze, przyjmując imię Benedykt. W tym samym roku został przełożonym monasteru Zaśnięcia Matki Bożej w Żyrowiczach jako archimandryta.
Po agresji radzieckiej na Polskę i aneksji ziem wschodnich do ZSRR, 29 czerwca 1940 archimandryta Benedykt został ponownie przyjęty w poczet duchowieństwa Rosyjskiego Kościoła Prawosławnego.

### Działalność na ziemiach białoruskich w czasie II wojny światowej
Na prośbę metropolity mińskiego Pantelejmona został 26 marca 1941 nominowany na biskupa brzeskiego, wikariusza eparchii grodzieńskiej, przy zachowaniu dotychczasowych funkcji w monasterze w Żyrowiczach. Jego chirotonia biskupia odbyła się w Moskwie 30 marca 1941 pod przewodnictwem metropolity moskiewskiego i kołomieńskiego Sergiusza.
Biskup Benedykt, razem z metropolitą Pantelejmonem, na żądanie okupacyjnych władz niemieckich rozpoczął tworzenie struktur Białoruskiego Kościoła Prawosławnego. 3 marca 1942 Wszechbiałoruski Sobór Cerkiewny w Mińsku powołał go w skład Synodu tegoż Kościoła, polecając mu zarazem zarządzanie wszystkimi jego strukturami na terenie eparchii grodzieńskiej i białostockiej na prawach egzarchy. Polecono także, by biskup Benedykt uznawał za swojego bezpośredniego zwierzchnika nie metropolitę Pantelejmona, a biskupa berlińskiego i niemieckiego Serafina. 10 marca 1943 został podniesiony do godności arcybiskupiej.
Hierarcha stanowczo sprzeciwiał się białorutenizacji Kościoła prawosławnego na podległym mu obszarze, zabraniał odprawiania nabożeństw w językach białoruskim, polskim i ukraińskim, zezwalając jedynie na tradycyjny język cerkiewnosłowiański. Władze niemieckie charakteryzowały go jako zwolennika rosyjskiego charakteru Cerkwi i utrudniały mu sprawowanie obowiązków, ograniczając czas trwania nabożeństw i możliwości ich organizowania w święta przypadające w dni robocze. W październiku 1943 udał się do Wiednia na spotkanie biskupów Rosyjskiego Kościoła Prawosławnego poza granicami Rosji, którego uczestnicy ocenili wybór patriarchy moskiewskiego i całej Rusi, jaki miał miejsce w Moskwie, jako niekanoniczny. Zaprotestowali również przeciwko ograniczaniu działalności duszpasterskiej duchownych związanych z Cerkwią Zagraniczną na okupowanych przez Niemców terytoriach radzieckich.
W 1944 wycofał się z terenu Białorusi po jej zajęciu przez Armię Czerwoną, emigrował do Niemiec. W 1946 został przyjęty w poczet biskupów Rosyjskiego Kościoła Prawosławnego poza granicami Rosji. Od 1950 do śmierci w roku następnym był biskupem berlińskim. Pochowany w Monachium.

## Odznaczenia
- Order Świętego Włodzimierza IV stopnia (przed 1918)[2].
- Order Świętej Anny III i II stopnia (przed 1918)